# Diesen (gmina)
Diesen – miejscowość i gmina we Francji, w regionie Grand Est, w departamencie Mozela.
Według danych na rok 1990 gminę zamieszkiwało 1180 osób, a gęstość zaludnienia wynosiła 216 osób/km² (wśród 2335 gmin Lotaryngii Diesen plasuje się na 324. miejscu pod względem liczby ludności, natomiast pod względem powierzchni na miejscu 969.).